# 7017 Uradowan
7017 Uradowan (1992 CE2) là một tiểu hành tinh vành đai chính được phát hiện ngày 1 tháng 2 năm 1992 bởi T. Seki ở Geisei.